# Pierre Trentin
Pierre Trentin, född 15 maj 1944 i Créteil, är en fransk före detta tävlingscyklist.
Trentin blev olympisk guldmedaljör i kilometerlopp vid sommarspelen 1968 i Mexico City.